# Melaleuca cliffortioides
Melaleuca cliffortioides är en myrtenväxtart som beskrevs av Friedrich Ludwig Diels. Melaleuca cliffortioides ingår i släktet Melaleuca och familjen myrtenväxter. Inga underarter finns listade i Catalogue of Life.